# Districtul Piešťany

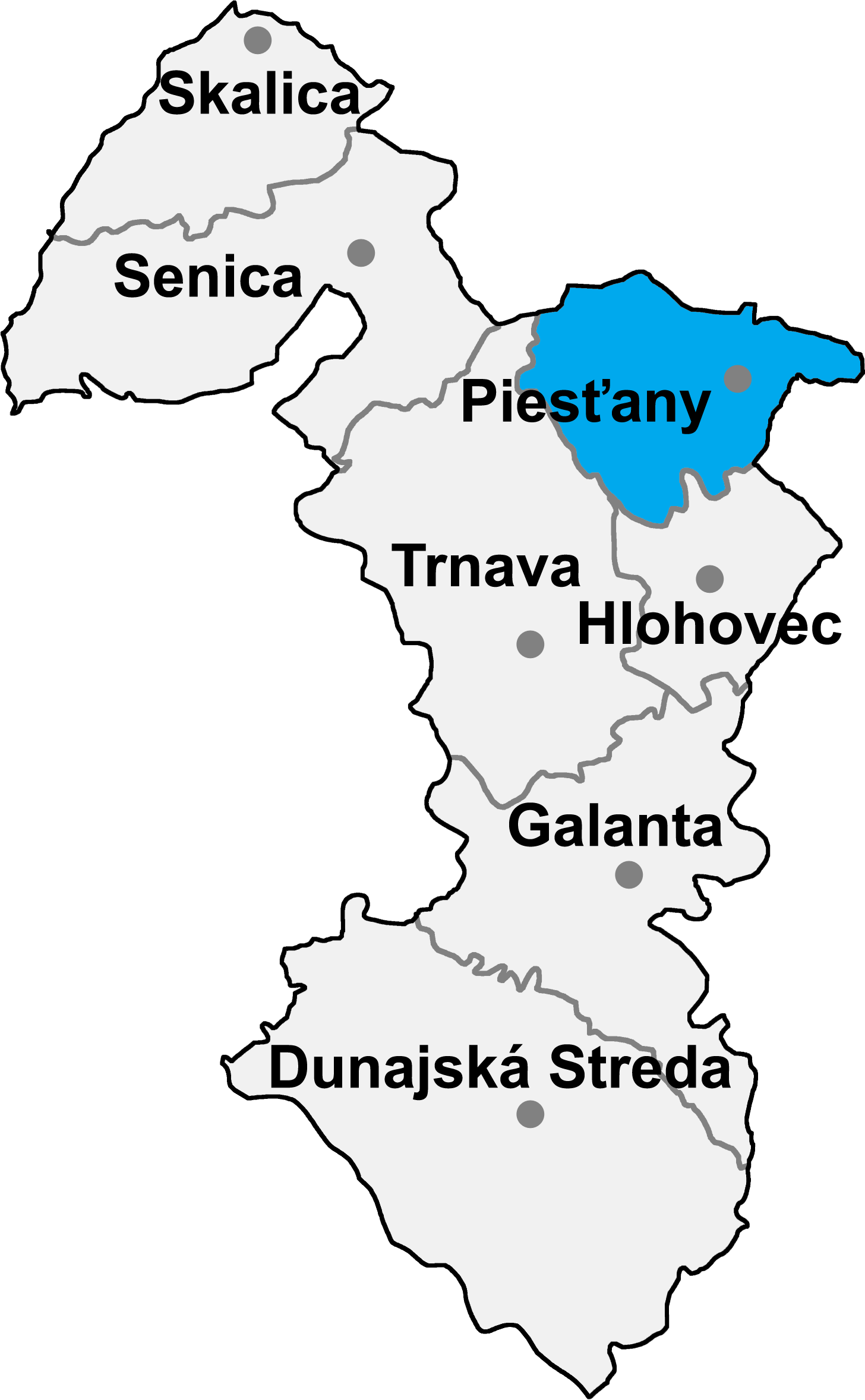
Districtul Piešťany

Districtul Piešťany (okres Piešťany) este un district în Slovacia vestică, în Regiunea Trnava. 

## Demografie
| An:                | 1994   | 2004   | 2014   | 2024   |
| ------------------ | ------ | ------ | ------ | ------ |
| Număr de persoane: | 64.048 | 63.964 | 63.168 | 61.773 |
| Diferență:         |        | −0,13% | −1,24% | −2,20% |

| An:                | 2023   | 2024   |
| ------------------ | ------ | ------ |
| Număr de persoane: | 62.015 | 61.773 |
| Diferență:         |        | −0,39% |

## Comune
- Banka
- Bašovce
- Borovce
- Chtelnica
- Dolný Lopašov
- Drahovce
- Dubovany
- Ducové
- Hubina
- Kočín-Lančár
- Krakovany
- Moravany nad Váhom
- Nižná
- Ostrov
- Pečeňady
- Piešťany
- Prašník
- Rakovice
- Ratnovce
- Šípkové
- Sokolovce
- Šterusy
- Trebatice
- Veľké Kostoľany
- Veľké Orvište
- Veselé
- Vrbové